# Anne Brontë
Anne Brontë (17. januar 1820 – 28. maj 1849) var en britisk forfatter og poet. 
Anne Brontë er den yngste af de tre Brontë-søstre; Charlotte er den ældste og Emily er den mellemste. I 1845 udgav de tre søstre en digtsamling under mandligt pseudonym; Annes var Acton Bell.

## Links
- Anne Brontë: The Scarborough Connection Arkiveret 12. oktober 2012 hos  Wayback Machine
- BrontëBlog